# 奧列尼諾區
56°12′15″N 33°28′39″E / 56.20417°N 33.47750°E
奧列尼諾區（俄语：Оленинский район），是俄羅斯的一個區，位於該國西部，由特維爾州負責管轄，面積2,675平方公里，2010年該區人口12,675，人口密度每平方公里4.74人。